# 小行星90826
小行星90826（90826 Xuzhihong）是一颗主带小行星，是施密特CCD小行星項目組在1995年10月14日于興隆縣发现的。
該小行星以中国生物学家许智宏命名。小行星90826发现时正是许智宏的53岁生日。许智宏任中国科学院副院长和北京大学校长时曾大力支持中国天文学的发展，中国科学院国家天文台申请以他的名字来命名小行星90826以表彰他的贡献。2009年10月4日，国际小行星中心正式永久命名小行星90826为“Xuzhihong”（许智宏星）。